# Valmont (film)
Valmont är en fransk-amerikansk dramafilm från 1989 i regi av Miloš Forman. Manuset, skrivet av Jean-Claude Carrière och Miloš Forman, bygger på romanen Farliga förbindelser från 1782 av den franske författaren Choderlos de Laclos. I huvudrollerna ses Colin Firth, Annette Bening och Meg Tilly. 

## Handling
Filmen utspelar sig i 1700-talets Frankrike, före den franska revolutionen. Markisinnan Merteuil (Annette Bening) begär att Valmont (Colin Firth) ska förföra den unga och oskuldsfulla Cecile (Fairuza Balk), som en hämnd mot Ceciles blivande make, som avslutat sitt förhållande med Merteuil. Valmont tycker att detta är väl enkelt för en så skicklig förförare som han. Han slår vad med markisinnan att han också ska förföra Madame de Tourvel (Meg Tilly), en erkänt dygdig gift kvinna, som är vän med Ceciles mor.

## Rollista i urval
- Colin Firth - Vicomte Valmont
- Annette Bening - Markisinnan Merteuil
- Meg Tilly - Madame de Tourvel
- Fairuza Balk - Cécile de Volanges
- Siân Phillips - Madame de Volanges
- Jeffrey Jones - Gercourt
- Henry Thomas - Danceny
- Fabia Drake - Madame de Rosemonde
- T.P. McKenna - Baron
- Isla Blair - Baronessan
- Ian McNeice - Azolan
- Aleta Mitchell - Victoire
- Ronald Lacey - José
- Vincent Schiavelli - Jean
- Sandrine Dumas - Martine

## Om filmen
Ett år före Miloš Formans verk kom filmen Farligt begär, som bygger på samma roman.